# Holmån
Holmån este o arie protejată (arie specială de conservare — SAC, sit de importanță comunitară — SCI) din Suedia întinsă pe o suprafață de 0,57 ha, integral pe uscat.

## Localizare
Centrul sitului Holmån este situat la coordonatele 58°04′24″N 14°07′51″E / 58.0732°N 14.1307°E.

## Înființare
Situl Holmån a fost declarat sit de importanță comunitară în ianuarie 2002 pentru a proteja 1 specie de animale. Situl a fost protejat și ca arie specială de conservare în martie 2011.

## Biodiversitate
Situată în ecoregiunea boreală, aria protejată conține 1 habitat natural: Cursuri de apă de la nivel de câmpie la nivel montan, cu vegetație Ranunculion fluitantis și Callitricho-Batrachion.
La baza desemnării sitului se află o specie protejată de  nevertebrate: Margaritifera margaritifera.